# سعد سلمان
سعد سلمان (مواليد 1950، في بغداد، العراق) هو مخرج سينمائي عراقي فرنسي. قام بتصوير فيلم بغداد تشغيل/إيقاف، وهو فيلم وثائقي صور عندما كان صدام حسين الرئيس السابق في السلطة. وهو منفي في باريس منذ عام 1976. تلقى تعليمه في مدرسة الفنون الجميلة في بغداد عام 1969، ثم غادر العراق إلى لبنان عام 1974، لكنه اضطر إلى المغادرة بسبب الحرب الأهلية التي كانت تدور آنذاك، مما أجبره على الاستقرار في باريس عام 1976.

## أعماله
- 2003 - بغداد تشغيل/إيقاف
- 1983 - في سبب الظروف

## روابط خارجية
- سعد سلمان في قاعدة بيانات الأفلام على الإنترنت
- Saad Salman at Hollywood.com at Archive.is (نسخة محفوظة 2013-01-25)